# Cartouche (route)
Pour les articles homonymes, voir Cartouche.
 (août 2020).
Dans le domaine de la signalisation routière, un cartouche est un signal de localisation qui permet d’identifier le type et le numéro de la voie sur laquelle se trouve l’usager.

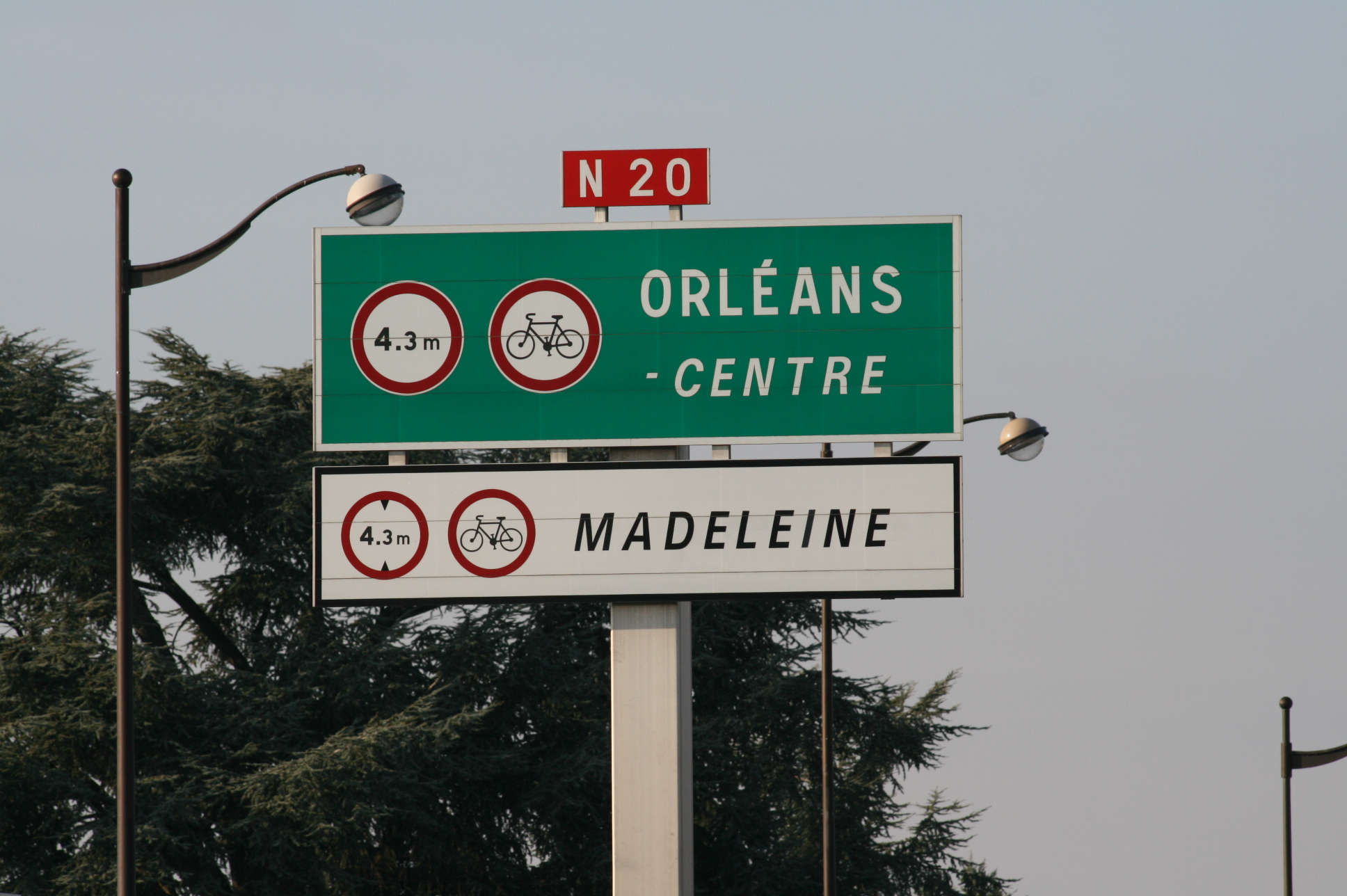
Cartouche de type E42 sur une route nationale (N20)

## En France

### Histoire

#### Les premiers cartouches
Les cartouches apparaissent en France dès la première normalisation de la signalisation en 1946. Ils font alors partie intégrante du panneau de direction et ne sont pas un signal en tant que tel.
Il existe alors cinq cartouches, avec des fonds de couleurs différentes et un préfixe spécifique selon la classification de la route : 
- rouge, préfixe N, pour les routes nationales;
- jaune, préfixe D, pour les routes départementales;
- blanc, préfixe C, pour les routes communales;
- blanc, préfixe R, pour les chemins ruraux;
- et vert, préfixe F, pour les chemins forestiers.

#### Le cartouche européen
Le 15 novembre 1975 est adopté à Genève l'accord européen sur les grandes routes de trafic international, dit accord « AGR ». Cet accord dépassait par ailleurs largement la signalisation, puisqu'il s'agissait avant tout de mettre en place un plan coordonné de construction et d'aménagement de ce qui allait devenir plus tard le RRTE (Réseau routier transeuropéen
encore réseau TERN, Trans-European Road Network). La France n'a ratifié cet accord qu'en 1984. Cela impliquait de donner un début de consistance au réseau européen et, pour cela, la France s'était engagée à introduire les cartouches à fond vert, marquant la spécificité des routes du réseau européen.
La décision française était d'introduire ces numéros européens soit par des cartouches, soit par des encarts (circulaire du 20 août 1987). Toutefois deux écueils ne furent pas résolus correctement par cette circulaire : d’une part l’intégration esthétique, d’autre part le problème des troncs communs qui aboutit à un empilage de cartouches.

### Types de cartouches en France

Composition d'un cartouche routier en fonction de la hauteur de composition Hc

Cas le plus courant pour Hc=100 mm

#### Cartouches réglementaires
Les différents types de cartouches réglementaires en France sont définis dans l'instruction interministérielle sur la signalisation routière du 22 octobre 1963 (5e partie - Signalisation d’indication, des services et de repérage). Ils sont au nombre de 7 :
- E41 – route européenne (n'existe pas seul, toujours en complément d'un autre cartouche).
- E42 – autoroute.
- E42 – route nationale.
- E43 – route départementale.
- E44 – voie communale.
- E44 – chemin rural, anciennement « chemin vicinal ordinaire ».
- E45 – route forestière (ancien, en Corse).
- E46 – rocade.
- E47 – route métropolitaine[3].

#### À propos des cartouches des routes métropolitaines
La métropole Nice Côte d'Azur a mis en place en 2012 un nouveau type de cartouche pour identifier les routes relevant de sa compétence,, celui-ci : . Ce cartouche a été généralisé à toute la France par un arrêté ministériel du 12 décembre 2018. Depuis, plusieurs autres métropoles l'utilisent :
- Dans La métropole de Lyon en 2019, les anciennes autoroutes  et  traversant Lyon deviennent des routes métropolitaines  et .

- La Métropole européenne de Lille l'utilise également pour les anciennes départementales relevant de sa compétence depuis le 1er janvier 2017[6].

- La Métropole de Clermont-Ferrand l'utilise depuis le 1er janvier 2019, le département entretenant les routes jusqu'au 1er avril de la même année.

- L'Eurométropole de Strasbourg l'utilise depuis fin 2019 sur les anciennes routes départementales relevant de sa compétence.

- La Métropole de Montpellier  l'utilise depuis fin 2018 avec la déviation de Castries.

#### Cartouche de route  non réglementaire
En 2014, la collectivité territoriale de Corse a également mis en place un nouveau type de cartouche pour identifier les routes territoriales dont elle a la gestion depuis 1993.
- – Route territoriale corse
- Route portuaire : Exemple de cartouche pour la route P 546 sur le Grand port maritime de Marseille à Fos-sur-Mer

Ces nouveaux cartouches ne sont pas réglementaires.

### Hauteur de composition
La hauteur de composition Hc d’un cartouche est égale à la hauteur de base : Hc = Hb, qui dépend elle-même de la vitesse d'approche des véhicules. Dans le cas où le cartouche surmonte un panneau de petites dimensions, il est admis d’adopter Hc = Hb – 1 afin de rééquilibrer visuellement les surfaces.
Les indices d’ordre éventuels ont une hauteur de composition de Hc – 2 gammes.
Pour rappel, les différentes gammes de hauteur de caractères (en mm) sont les suivantes : 

### Composition graphique

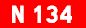
Exemple graphique

L’identification de la voie portée sur le cartouche est inscrite en caractères L1 ou L2 selon que le fond est clair ou foncé y compris les indices d'ordre.
Le cartouche ne comporte pas de listel et un espace de largeur égale à 0,25 Hc doit exister entre le rectangle circonscrit à l'identification de la voie et le bord du cartouche.